# Reinerbeck
Reinerbeck ist ein Ortsteil des Fleckens Aerzen im Landkreis Hameln-Pyrmont in Niedersachsen.

## Geographische Lage
Reinerbeck liegt im Südwesten des Landkreises Hameln-Pyrmont im Lipper Bergland. Im Süden des Naturparks Weserbergland Schaumburg-Hameln befindet es sich etwa 5 km westlich des Kernorts von Aerzen mit der jenseits davon in 12 km Entfernung gelegenen Kreisstadt Hameln. Nördlich des Dorfs liegt der Ahornberg, etwas östlich davon der Lüningsberg, südlich der Saalberg. Es durchfließen die vier Flüsse Schwarzbach, Eickerborn, Sprinterbach und Humme den Ort. Noch heute ist erkennbar, wie sich der Ortsverlauf an der Humme, die bei Hummerbruch entspringt, orientiert. Im Bruch, dem ältesten Ortsteil von Reinerbeck verläuft der Schwarzbach, die „Schwarze Beeke“. Der Eickerborn entspringt zwischen Dudenhausen und Uhlental auf Reinerbecker Gebiet und mündet ebenfalls in die Humme.

## Geschichte
Man geht davon aus, dass die Dörfer der Bauernschaft Reinerbeckerhorst (Reinerbeck, Bruch, Duensen, Reine und Hilkenbreden) auf alte Streusiedlungen zurückgehen, deren Ursprung aber unbekannt ist. Nachgewiesen ist, dass in dieser Gegend die Cherusker gelebt haben, ein Germanenstamm, der sich später mit den Sachsen vermischt hat.
Im Jahr 852 wurde von Ludwig dem Deutschen das Herzogtum Sachsen gegründet. Dazu gehörte auch der Gau Tilithie mit Reinerbeckerhorst. Der Gau Tilithie erstreckte sich etwa von Polle im Süden bis Hess. Oldendorf im Norden, von der Lippischen Grenze im Westen bis zum Ith im Osten. Gaugraf wurde Hermann Billung. 
Den Bereich des Amtes Aerzen mit Reinerbeckerhorst verwaltete damals die Familie der alten Herrschaft Artelsen (auch Ertelsen) bis zu deren Aussterben im Jahre 1033. Darauf fiel das Amt als Lehen an den Grafen Everstein. 
Mit dem Aussterben der Billunger ging das Erbe 1106 an die Welfischen Herzöge bis 1180 Herzog Heinrich der Löwe gestürzt und das Herzogtum aufgelöst wurde. Dadurch wurde das Amt Aerzen Teil der Grafschaft Everstein.
1408 fiel die Grafschaft Everstein durch Erbvertrag an das welfische Herzogtum Braunschweig-Lüneburg. Bei der Teilung des Herzogtums im Jahr 1426 wurde das Gebiet dem Herzogtum Lüneburg zugeschlagen und bei der nächsten Teilung im Jahr 1495 gelangte dieser Teil zum Fürstentum Calenberg.
1508 wurde das Amt Aerzen je zur Hälfte an Stats von Münchhausen und Heinrich von Hardenberg verpfändet. Dies führte zu erheblichen Streitigkeiten mit der Folge, dass das Amt Aerzen 1518 verwüstet wurde.
Mit dem Ende der Hildesheimer Stiftsfehde 1523 gelangte das Amt Aerzen wieder zurück an das Herzogtum Lüneburg. 
Als 1705 das Kurfürstentum Hannover gegründet wurde, gehörte das Amt Aerzen dazu bis das inzwischen (1815) zum Königreich erhobene Hannover 1866 von Preußen annektiert wurde. 
1885 wurde die preußische Provinz Hannover in Landkreise eingeteilt und Reinerbeck kam zum Landkreis Hameln-Pyrmont. 
Erste gesicherte Hinweise auf eine Siedlung bei Reinerbeck stammen aus dem Jahr 1236. In einer Grenzbeschreibung ist von einem „Bruch“ die Rede. Der Reinerbecker Ortsteil Bruch liegt, von Reher kommend, am Ortseingang von Reinerbeck. Im Bruch, so sagt man, wurden „die Pfannkuchen nur einseitig gebacken“. Das bedeutet: es wurde nur auf einer Straßenseite gebaut. Daher wirkt das Bruch wie ein Straßendorf. Bruch hieß früher Bokenhusen, was übersetzt Buchenhausen bedeutet.
Bereits die alten Germanen siedelten sich dort an, „wo ihnen gerade eine Quelle, ein Feld oder ein Wald gefällt“, schrieb bereits der römische Schriftsteller Tacitus. Er beschrieb in seinem Buch „Germania (Tacitus)“ außerdem, dass die Germanen „jeder einzeln und voneinander abgewandt“ bauten. Genau diese Bauweise findet man in Reinerbeck, woraus geschlossen wird, dass Reinerbeck bereits eine Germanensiedlung gewesen sein könnte. Gesicherte Erkenntnisse wiederum gibt es darüber, dass Reinerbeck Cheruskerland war. Ausgrabungen der Jahre 1932 und 1938 förderten Hügelgräber in den Wäldern um Aerzen zutage.
Der Name der Gemeinde Reinerbeck änderte sich im Laufe der Zeit.
| von  |   | bis  | Name                 |
| ---- | - | ---- | -------------------- |
|      | - | 1810 | Reinerbecksche Horst |
| 1810 | - | 1929 | Reinerbeckerhorst    |
| 1930 | - | 1972 | Reinerbeck           |

Die Gemeinde Reinerbeck bestand aus den Ortsteilen: Bruch, Reinerbeck, Duensen, Busch, Reine und Hilkenbreden.
Am 1. Januar 1973 wurde Reinerbeck in den Flecken Aerzen eingegliedert.

### Einwohnerentwicklung
| Reinerbeck: Einwohnerzahlen von 1740 bis 2021 | Reinerbeck: Einwohnerzahlen von 1740 bis 2021 | Reinerbeck: Einwohnerzahlen von 1740 bis 2021 | Reinerbeck: Einwohnerzahlen von 1740 bis 2021 | Reinerbeck: Einwohnerzahlen von 1740 bis 2021 |
| --------------------------------------------- | --------------------------------------------- | --------------------------------------------- | --------------------------------------------- | --------------------------------------------- |
| Jahr                                          |                                               |                                               |                                               | Einwohner                                     |
| 1740                                          | 1740                                          |                                               | 377                                           | 377                                           |
| 1880                                          | 1880                                          |                                               | 472                                           | 472                                           |
| 1890                                          | 1890                                          |                                               | 428                                           | 428                                           |
| 1905                                          | 1905                                          |                                               | 493                                           | 493                                           |
| 1910                                          | 1910                                          |                                               | 490                                           | 490                                           |
| 1917                                          | 1917                                          |                                               | 384                                           | 384                                           |
| 1939                                          | 1939                                          |                                               | 386                                           | 386                                           |
| 1946                                          | 1946                                          |                                               | 778                                           | 778                                           |
| 1950                                          | 1950                                          |                                               | 743                                           | 743                                           |
| 1961                                          | 1961                                          |                                               | 552                                           | 552                                           |
| 1972                                          | 1972                                          |                                               | 470                                           | 470                                           |
| 2011                                          | 2011                                          |                                               | 369                                           | 369                                           |
| 2012                                          | 2012                                          |                                               | 391                                           | 391                                           |
| 2013                                          | 2013                                          |                                               | 387                                           | 387                                           |
| 2014                                          | 2014                                          |                                               | 402                                           | 402                                           |
| 2016                                          | 2016                                          |                                               | 406                                           | 406                                           |
| 2017                                          | 2017                                          |                                               | 402                                           | 402                                           |
| 2018                                          | 2018                                          |                                               | 387                                           | 387                                           |
| 2020                                          | 2020                                          |                                               | 371                                           | 371                                           |
| 2021                                          | 2021                                          |                                               | 403                                           | 403                                           |
| 2022                                          | 2022                                          |                                               | 401                                           | 401                                           |
| 2024                                          | 2024                                          |                                               | 393                                           | 393                                           |
|                                               |                                               |                                               |                                               |                                               |

## Ortswappen

Ortswappen von Reinerbeck

Das Wappen von Reinerbeck – 1933 vom Preußischen Staatsministerium genehmigt und von einem Professor aus Hannover gezeichnet – auf grünem Felde vereinigen sich zwei Bäche (gemeint sind die Humme und der Schwarzbach) zu einem Fluss.
Die Bäche und der Fluss sind in Form einer Deichsel dargestellt durch ein silbernes Band mit schwarzen Wellenlinien.
Der Zusammenfluss liegt heute wenig spektakulär hinter einer Brücke versteckt kurz hinter dem Ortsausgang Reinerbeck Richtung Aerzen.

## Vereine
Folgende Vereine haben sich in Reinerbeck organisiert:
- Bosselclub „Up de Heerstraat“ Reinerbeck
- Freiwillige Feuerwehr Reinerbeck von 1934 mit Jugendfeuerwehr von 1972
- Junggesellenclub Reinerbeck von 1923 e. V.
- Niedersächsische Kameradschaftsvereinigung KK Reine von 1925
- Reinerbecker Bühne von 2019
- Reinerbecker Töchter
- SoVD – Ortsverband Reinerbeck von 1956

Nochfolgende Vereine gab es weiterhin, wurden jedoch aufgelöst.
- Kriegerverein Reinerbeckerhorst
- DRK Reinerbeck
- MGV Reinerbeck
- Singkreis Reinerbeck von 1976

## Verkehr

### Straßenverkehr
Durch Reinerbeck führen die Kreisstraßen K36 von Alverdissen nach Aerzen und die K56 von Reinerbeck nach Reher. Die nächste Autobahn ist die Bundesautobahn 2 mit Anschluss beim 30,5 km nördlich gelegenen Rehren.

### Flugverkehr
Die nächsten Flughäfen sind der Flughafen Hannover und Flughafen Paderborn/Lippstadt.